# Три тысячи лет желаний
«Три тысячи лет желаний» (англ. Three Thousand Years of Longing) — фэнтезийная романтическая драма режиссёра Джорджа Миллера, главные роли в которой исполнили Идрис Эльба и Тильда Суинтон. Экранизация рассказа Антонии Байетт «Джинн в бутылке из стекла „соловьиный глаз“». Мировая премьера состоялась 20 мая 2022 года на Каннском кинофестивале, картина получила высокие оценки критиков.

## Сюжет
Исследовательница мировых историй и мифов Алитея прилетает в Стамбул на конференцию по нарратологии. Она покупает на базаре стеклянную бутылку, которую приносит в отель и открывает. Из бутылки появляется джинн, требующий загадать три желания и освободить его. Алитея, слышавшая много историй такого рода, уверена, что невозможно улучшить свою жизнь, пожелав чего-то; по её словам, она ни в чём не нуждается и предпочла бы ничего не желать. Джинн рассказывает Алитее, как оказался в бутылке.
В первый раз это произошло по вине Соломона: когда он очаровал царицу Савскую, влюблённый в неё джинн взмолился о помощи языческим богам. Соломон, услышав это, заточил джинна в медную бутылку и приказал орлу бросить её в Красное море. Через две тысячи лет бутылка оказалась у юной рабыни Гюльтен, которая пожелала стать фавориткой Мустафы (сына османского султана Сулеймана Великолепного) и забеременеть от него. Из-за дворцовых интриг султан убил Мустафу, а потом и Гюльтен. Та спрятала бутылку под тяжёлой плитой в дворцовой купальне, но не успела загадать третье желание, и джинн снова оказался заперт. Много лет он пытался привлечь внимание кого-нибудь из дворца. Ему почти удаётся завлечь Мурада IV в заброшенную купальню, но тот спился и не смог открыть дверь. Бутылку нашла одна из наложниц брата Мурада, Ибрагима I, которая загадала желание «отправляйся на дно Красного моря».
Споря с джинном, Алитея случайно задевает самые болезненные его воспоминания. Нехотя он рассказывает о том, как попал к Зефир, молодой жене пожилого торговца. Она захотела овладеть всеми знаниями мира, а потом — разгадать тайну физических законов. Джинн влюбился в Зефир и начал с ужасом думать о том, что она загадает третье желание. Из-за взаимного недопонимания Зефир загадывает: «хочу забыть тебя»; в результате джинн оказывается в стеклянной бутылке, в которой его находит Алитея.
Подумав, главная героиня загадывает вечную взаимную любовь с джинном и увозит его в Лондон. Какое-то время они живут вместе в гармонии, но электромагнитные волны подрывают здоровье джинна, и Алитее приходится потратить второе желание на его лечение. Она понимает, что первое желание было эгоистичной ошибкой, и загадывает, чтобы джинн вернулся домой. Последнее утро герои проводят в объятиях друг друга. В финале Алитея продолжает жить в городе одна и пишет книгу. Джинн навещает её время от времени, чтобы сохранять любовь и доверие всю её оставшуюся жизнь.

## В ролях
| Актёр                | Роль                  |
| -------------------- | --------------------- |
| Тильда Суинтон       | Алитея Бинни          |
| Идрис Эльба          | Джинн                 |
| Эрдиль Яшароглу      | Гюнхан                |
| Аамито Лагум         | царица Савская        |
| Николя Муавад        | царь Соломон          |
| Эдже Юксель          | Гюльтен               |
| Маттео Бочелли       | Мустафа               |
| Лейчи Халм           | Сулейман Великолепный |
| Меган Гейл           | Хюррем                |
| Огульджан Арман Услу | Мурад IV              |
| Джек Бредди          | Ибрагим I             |
| Зеррин Текиндор      | Кёсем-султан          |
| Бурджу Гёльдегар     | Зефир                 |

## Создание и оценки
Проект, описанный как «эпический», был анонсирован в октябре 2018 года. Литературной основой сценария стал рассказ Антонии Байетт «Джинн в бутылке из стекла „соловьиный глаз“». Главные роли получили Тильда Суинтон и Идрис Эльба. Съёмки должны были начаться 2 марта 2020 года, но из-за пандемии коронавируса их отложили до ноября. Одежду для персонажей фильма разрабатывал известный художник по костюмам Ким Барретт, оператором стал Джон Сил, композитором — Junkie XL.
Премьера картины состоялась 20 мая 2022 года на Каннском кинофестивале. В мировой прокат фильм вышел 31 августа 2022 года, в российский — 8 сентября.
«Три тысячи лет желаний» не окупились в прокате. При этом отзывы критиков были в основном положительными: рецензенты отмечают атмосферность сцен, в которых показан Ближний Восток, прекрасный визуальный ряд, сюрреалистичность повествования, качественные актёрские работы Тильды Суинтон и Идриса Эльба. На сайте-агрегаторе отзывов Rotten Tomatoes фильм получил рейтинг 71 % со средней оценкой 6,5 из 10. Согласно единодушному мнению рецензентов с этого ресурса, «хотя сюжет фильма не так впечатляет, как его визуальные чудеса, трудно не восхищаться его чистыми амбициями». На сайте Metacritic картина получила 60 баллов из 100, что указывает на «смешанные или средние отзывы». Зрители, опрошенные CinemaScore, дали фильму среднюю оценку «В» по шкале от А+ до F.
Питер Дебруж из Variety написал в своей рецензии, что «Три тысячи лет желаний» полностью захватывают внимание зрителя и удерживают его до самого конца. Обозреватель «Мира фантастики» счёл финал картины несколько скомканным.